# 행신어린이도서관
행신어린이도서관은 경기도 고양시 덕양구 행신2동 소재의 어린이 도서관이다.

## 연혁
- 2007년 6월 29일 고양시립행신어린이도서관 개관

## 시설현황
- 3층: 어울림터, 사무실, 수서정리실, 책지킴이방
- 2층: 책사랑(한국 및 세계문학도서, 부모도서), 동아리방, 특화도서
- 1층: 보물단지(그림책, 영어원서, 묵점자도서, 참고도서, 어린이도서) 아기도서관, 나비잠, 이야기방, 쉼터, 전시공간
- 지하 1층: 보존서고

## 이용 안내
이용 시간
- 평일(월~목요일), 주말 09:00 ~ 18:00

휴관일
- 매주 금요일